# Pierre Okley
 (juillet 2018).
Pierre Okley ou O'Kley (de son vrai nom Pierre Gilardeau), né à Nantes le 29 novembre 1929 et mort à Guérande le 26 octobre 2007, est un affichiste français, spécialisé dans le dessin de pin-up.

## Biographie
Pierre Okley fait sa carrière à Paris où il a son logement dans le 20e arrondissement.
Les plus célèbres de ses affiches ont été réalisées pour le Moulin-Rouge, le Lido, le Châtelet, Mogador et les Folies Bergère, ainsi que Holiday on Ice de 1965 à 1986. Il représente parfois sa propre femme dans ses projets d'affiches.
Il fait partie, avec René Gruau, Brenot et Aslan des grands affichistes des années 1950 à 1970 spécialisés dans la représentation de femmes et plus particulièrement de pin-ups (parmi ses nombreux amis a noté the peters sisters, Dalida, Albert de Smet qui lui consacra un article dans paris montmartre). Okley était célèbre pour sa gentillesse et sa simplicité.